# Kel-Tec KS7泵動式霰彈槍
Kel-Tec KS7是一款由槍械設計師喬治·凱爾格倫所設計、美国佛罗里达州可可市槍械公司Kel-Tec數控工業公司所研製及生產的犢牛式泵动式霰彈槍，是Kel-Tec KSG的單一管式彈倉型，發射12鉛徑霰彈。
Kel-Tec KS7在2019年的SHOT Show（美國著名槍展）之中首次推出。

## 設計
在2011年SHOT Show之中推出的Kel-Tec KSG是一枝雙管式彈倉供彈的霰彈槍，藉由兩根管式彈倉使得裝彈量增加一倍；但這也導致其寬度尺寸和重量都成為相當大的負擔。（同為兩根管式彈倉供彈的NS2000、UTS-15和標準製造DP12亦有相同以至在這以上的缺失）
而在2019年SHOT Show之中推出的一種基於KSG結構的KS7，移除一根管式彈倉，只有一根佈置在槍管下方，與傳統的霰彈槍佈局相同，並且在機匣上方增設了設置了內置光纖瞄準器的提把。由於管式彈倉僅有一根，以致裝彈量減半，相對地包括護木在內的寬度尺寸和重量都有所縮少；護木亦改為更為貼合手型的形狀。除此之外，KS7與KSG的設計基本一致。

## 設計細節
Kel-Tec KS7霰彈槍是一枝手動操作，泵动式（又稱滑動式）槍機操作的武器。槍管通過位於槍機內上方的可擺動的楔形塊閉鎖，閉鎖時槍機的楔形塊會縮進槍管的延伸部份。與其他泵动式霰彈槍一樣，可滑動的前護木通過兩根操作連桿連接到槍機。KS7亦是一枝采用了犢牛式（英語：Bullpup）設計的戰鬥霰彈槍，這樣662.94毫米（26.1英吋）長度的槍身都仍然有一根469.9毫米（18.5英吋）長度的槍管。

### 整體
與Kel-Tec的其他產品、以及KSG一樣，KS7採用了玻璃纖維增強尼龙（Zytel）材料製造而成的槍身，以及和KSG相似的淬硬鋼製機匣。其槍機組件和雷明登870的槍機類似，只是拋殼方向改為向下、從手槍握把後面槍托底部的大型拋殼口拋出，對使用者的影響減到最低。
附帶一提，霰彈藥筒亦需要通過相同的彈倉裝填口裝填。如此一來，KS7就能夠左右手操作，即使KS7採用了犢牛式結構仍然可以隨時採用左或右手射擊，解決了左手射擊時彈殼拋向使用者面部及氣體灼傷的問題而且不需要複雜的前置式拋殼口配置。

### 握把與保險
手槍握把是以兩個固定插梢固定在機匣上，只要把插梢都移除掉就很容易把手槍握把部件拆卸下來。握把採用Kel-Tec公司傳統的方塊狀防滑紋設計。手槍握把內部採用中空設計以減輕質量。手動保險為橫閂式，位於手槍握把的上方兩邊，把手動保險推向右側，保險右側露出紅色“F”字樣的標記，此時處於解除保險狀態，使用者可以隨時扣動扳機進行射擊。相反，將手動保險推向左側則處於保險狀態，這時保險左側露出白色“S”字樣的標記。

### 提把與護木
造型而言，增加了提把就是KS7最大的特徵。提把位置設在全槍質心以上以便攜帶，還整合了光纖瞄準器和M-LOK附件安裝界面系統，用以加裝戰術燈和雷射瞄準器等附件。使用者也可以將提把轉換為與KSG相同的皮卡汀尼導軌。
KS7的護木為貼合手型的形狀，並且在前後都設有手指擋板，以更方便上膛的操作。此外，護木上也設有M-LOK介面系統。

### 尺寸與管式彈倉
KS7的全長與KSG標準型同為662.94毫米（26.1英吋）。KS7空槍重量僅為2.68公斤（5.9磅），比KSG的3.12千克（6.9磅）輕了不少，橫向尺寸也稍為縮小，更為便於攜帶。
KS7使用與KSG相同的469.9毫米（18.5英吋）槍管，這也是美國法律限制的最短霰彈槍槍管長度。
KS7的彈倉與KSG的相同，能夠裝填70毫米12號霰彈7發（亦是該槍的命名「7」來源）或是76毫米12號霰彈6發。而裝填44毫米「迷你霰彈」時，則可裝填整整12發。由於採用無托結構佈局，KS7可在保持了長槍管的前提下，大幅縮短全槍的長度。
KS7也可以更換711.2毫米（28英吋）延長槍管和／或安裝增加3發裝彈的延長彈倉。

## 資料來源
1. 1 2 3 4 5 6 7  Kel-Tec—KS7
2. 1 2  The Firearm Blog.com—Kel-Tec KS7 and CP33 Both Extended
3. 1 2 3  KS7 Shotgun (www.policemag.com)

## 外部連結
- （英文）—Kel-Tec CNC KS7 （页面存档备份，存于）
- （英文）—policemag.com article （页面存档备份，存于）
- （英文）—Modern Firearms—Kel-Tec KSG shotgun （页面存档备份，存于）
- （英文）—The Firearm Blog.com—
  - Kel-Tec’s Single Tube KS7 and CP33 Pistol （页面存档备份，存于）
  - Hands-on with the NEW Kel-Tec KS7 Shotgun （页面存档备份，存于）
  - ［SHOT 2019］ Kel-Tec KS7 and CP33 Both Extended! （页面存档备份，存于）
- （英文）—Tactical-Life.com—15 of the Best Shotgun Options for 2019 and Beyond （页面存档备份，存于）